# Bilan saison par saison de l'Everton Football Club
Cet article présente le bilan saison par saison de l'Everton Football Club, à savoir ses résultats en championnat, coupes nationales et coupes européennes depuis 1888. Il indique aussi pour chaque année le meilleur buteur toutes compétitions confondues du club et son affluence moyenne.
Fondé en 1878, le club prend part à sa première compétition nationale en 1887 en participant à la Coupe d'Angleterre 1887-1888. Il fait son entrée en championnat la saison suivante, faisant partie des membres fondateurs de la Football League, qui devient très vite la première division nationale, dont il remporte la troisième édition en 1891.
Everton est l'un des plus importants clubs anglais de l'avant Seconde Guerre mondiale avec cinq titres de champion et six deuxième places entre 1888 et 1939, remportant la Coupe d'Angleterre à deux reprises dans le même temps. Le titre de champion de la saison 1927-1928 est notamment marqué par les soixante buts inscrits en championnat par l'attaquant Dixie Dean, un record jamais égalé depuis en Angleterre.
Après la guerre, le club ne remporte son premier trophée qu'en 1963 en remportant le championnat, suivi de la Coupe d'Angleterre deux ans plus tard et d'un nouveau titre de championnat en 1970. Un nouvel âge d'or a lieu entre 1984 et 1987, période à laquelle Everton remporte la coupe nationale, le titre de champion par deux fois ainsi que la Coupe des coupes.
À ce jour, le club n'a passé que quatre saisons en dehors de la première division, passant brièvement par la deuxième division entre 1930 et 1931, et entre 1951 et 1954, n'ayant plus été relégué depuis.

## Légende du tableau
| Champion / Vainqueur | Deuxième / Finaliste | Troisième | Promotion | Relégation |

Les changements de divisions sont indiqués en gras.
- Première division = Division 1 (jusqu'en 1992) puis Premier League (depuis 1992)
- Deuxième division = Division 2 (jusqu'en 1992) puis Division 1 (1992-2004) puis Championship (depuis 2004)

- C1 = Coupe des clubs champions européens (jusqu'en 1992) puis Ligue des champions (depuis 1992)
- C2 = Coupe des coupes (1960-1999)
- C3 = Coupe des villes de foires (1955-1971) puis Coupe UEFA (1971-2009) puis Ligue Europa (depuis 2009)

## Bilan toutes compétitions confondues
| Saison                                                                                   | Championnat        | Championnat        | Championnat                 | Championnat        | Championnat        | Championnat        | Championnat        | Championnat        | Championnat        | Championnat        | Coupes nationales  | Coupes nationales | Coupes nationales | Coupes d'Europe | Coupes d'Europe     | Meilleur(s) buteur(s)                   | Meilleur(s) buteur(s) | Affluence |
| Saison                                                                                   | Division           | Pos                | Pts                         | J                  | V                  | N                  | D                  | BP                 | BC                 | Diff.              | Coupe d'Angleterre | Coupe de la Ligue | Supercoupe        | Compétition     | Résultat            | Nom(s)                                  | But(s)                | Affluence |
| ---------------------------------------------------------------------------------------- | ------------------ | ------------------ | --------------------------- | ------------------ | ------------------ | ------------------ | ------------------ | ------------------ | ------------------ | ------------------ | ------------------ | ----------------- | ----------------- | --------------- | ------------------- | --------------------------------------- | --------------------- | --------- |
| 1887-1888                                                                                | Pas de championnat | Pas de championnat | Pas de championnat          | Pas de championnat | Pas de championnat | Pas de championnat | Pas de championnat | Pas de championnat | Pas de championnat | Pas de championnat | Deuxième tour      | —                 | —                 | —               | —                   | George Farmer                           | 2                     | 6 000     |
| 1888-1889                                                                                | Division 1         | 8e                 | 20                          | 22                 | 9                  | 2                  | 12                 | 35                 | 46                 | -11                | Abandon            | —                 | —                 | —               | —                   | Edgar Chadwick                          | 6                     | 7 308     |
| 1889-1890                                                                                | Division 1         | 2e                 | 31                          | 22                 | 12                 | 3                  | 5                  | 65                 | 40                 | +25                | Deuxième tour      | —                 | —                 | —               | —                   | Fred Geary                              | 25                    | 9 627     |
| 1890-1891                                                                                | Division 1         | 1er                | 29                          | 22                 | 14                 | 1                  | 7                  | 63                 | 29                 | +34                | Premier tour       | —                 | —                 | —               | —                   | Fred Geary                              | 20                    | 11 200    |
| 1891-1892                                                                                | Division 1         | 5e                 | 28                          | 26                 | 12                 | 4                  | 10                 | 49                 | 49                 | 0                  | Premier tour       | —                 | —                 | —               | —                   | Alex Latta                              | 17                    | 11 009    |
| 1892-1893                                                                                | Division 1         | 3e                 | 36                          | 30                 | 16                 | 4                  | 10                 | 74                 | 51                 | +23                | Finale             | —                 | —                 | —               | —                   | Fred Geary                              | 23                    | 12 967    |
| 1893-1894                                                                                | Division 1         | 6e                 | 33                          | 30                 | 15                 | 3                  | 12                 | 90                 | 57                 | +33                | Premier tour       | —                 | —                 | —               | —                   | Jack Southworth                         | 27                    | 13 000    |
| 1894-1895                                                                                | Division 1         | 2e                 | 42                          | 30                 | 18                 | 6                  | 6                  | 82                 | 50                 | +43                | Quarts de finale   | —                 | —                 | —               | —                   | Jack Bell                               | 18                    | 16 060    |
| 1895-1896                                                                                | Division 1         | 3e                 | 39                          | 30                 | 16                 | 7                  | 7                  | 66                 | 43                 | +23                | Quarts de finale   | —                 | —                 | —               | —                   | Alf Milward                             | 19                    | 15 454    |
| 1896-1897                                                                                | Division 1         | 7e                 | 31                          | 30                 | 14                 | 3                  | 13                 | 62                 | 57                 | +5                 | Finale             | —                 | —                 | —               | —                   | Jack Bell                               | 17                    | 15 913    |
| 1897-1898                                                                                | Division 1         | 4e                 | 35                          | 30                 | 13                 | 9                  | 8                  | 48                 | 39                 | +9                 | Demi-finales       | —                 | —                 | —               | —                   | Laurie Bell                             | 15                    | 15 380    |
| 1898-1899                                                                                | Division 1         | 4e                 | 38                          | 34                 | 15                 | 8                  | 11                 | 48                 | 41                 | +7                 | Deuxième tour      | —                 | —                 | —               | —                   | John Proudfoot (en)                     | 13                    | 15 529    |
| 1899-1900                                                                                | Division 1         | 11e                | 33                          | 34                 | 17                 | 7                  | 14                 | 47                 | 49                 | -2                 | Premier tour       | —                 | —                 | —               | —                   | Jimmy Settle                            | 10                    | 13 531    |
| 1900-1901                                                                                | Division 1         | 7e                 | 37                          | 34                 | 16                 | 5                  | 13                 | 55                 | 42                 | +13                | Deuxième tour      | —                 | —                 | —               | —                   | Jack Taylor                             | 12                    | 16 765    |
| 1901-1902                                                                                | Division 1         | 2e                 | 42                          | 34                 | 17                 | 7                  | 10                 | 53                 | 35                 | +18                | Premier tour       | —                 | —                 | —               | —                   | Jimmy Settle                            | 18                    | 16 647    |
| 1902-1903                                                                                | Division 1         | 12e                | 32                          | 34                 | 13                 | 6                  | 15                 | 45                 | 47                 | -2                 | Quarts de finale   | —                 | —                 | —               | —                   | Jack Bell John Brearley                 | 7                     | 15 616    |
| 1903-1904                                                                                | Division 1         | 3e                 | 43                          | 34                 | 19                 | 5                  | 10                 | 59                 | 32                 | +27                | Premier tour       | —                 | —                 | —               | —                   | Alexander Young                         | 10                    | 18 412    |
| 1904-1905                                                                                | Division 1         | 2e                 | 47                          | 34                 | 21                 | 5                  | 8                  | 63                 | 36                 | +27                | Demi-finales       | —                 | —                 | —               | —                   | Alexander Young                         | 14                    | 18 412    |
| 1905-1906                                                                                | Division 1         | 11e                | 37                          | 38                 | 15                 | 7                  | 16                 | 70                 | 66                 | +4                 | Vainqueur          | —                 | —                 | —               | —                   | Alexander Young                         | 14                    | 18 412    |
| 1906-1907                                                                                | Division 1         | 3e                 | 45                          | 38                 | 20                 | 5                  | 13                 | 70                 | 46                 | +24                | Finale             | —                 | —                 | —               | —                   | Alexander Young                         | 29                    | 19 579    |
| 1907-1908                                                                                | Division 1         | 11e                | 36                          | 38                 | 15                 | 6                  | 17                 | 58                 | 64                 | -6                 | Quarts de finale   | —                 | —                 | —               | —                   | Alexander Young                         | 21                    | 17 316    |
| 1908-1909                                                                                | Division 1         | 2e                 | 46                          | 38                 | 18                 | 10                 | 10                 | 82                 | 57                 | +25                | Deuxième tour      | —                 | —                 | —               | —                   | Bert Freeman                            | 38                    | 23 579    |
| 1909-1910                                                                                | Division 1         | 10e                | 40                          | 38                 | 16                 | 8                  | 14                 | 51                 | 56                 | -5                 | Demi-finales       | —                 | —                 | —               | —                   | Bert Freeman                            | 26                    | 19 667    |
| 1910-1911                                                                                | Division 1         | 4e                 | 45                          | 38                 | 19                 | 7                  | 12                 | 50                 | 36                 | +14                | Troisième tour     | —                 | —                 | —               | —                   | Alexander Young                         | 11                    | 19 389    |
| 1911-1912                                                                                | Division 1         | 2e                 | 46                          | 38                 | 20                 | 6                  | 12                 | 46                 | 42                 | +4                 | Quarts de finale   | —                 | —                 | —               | —                   | Tommy Browell                           | 19                    | 18 211    |
| 1912-1913                                                                                | Division 1         | 11e                | 37                          | 38                 | 15                 | 7                  | 16                 | 48                 | 54                 | -6                 | Quarts de finale   | —                 | —                 | —               | —                   | Tommy Browell                           | 16                    | 19 368    |
| 1913-1914                                                                                | Division 1         | 15e                | 35                          | 38                 | 12                 | 11                 | 15                 | 46                 | 55                 | -9                 | Premier tour       | —                 | —                 | —               | —                   | Bobby Parker                            | 17                    | 25 611    |
| 1914-1915                                                                                | Division 1         | 1er                | 46                          | 38                 | 19                 | 8                  | 11                 | 76                 | 47                 | +29                | Demi-finales       | —                 | —                 | —               | —                   | Bobby Parker                            | 38                    | 18 556    |
| Aucune compétition disputée entre 1915 et 1919 en raison de la Première Guerre mondiale. |                    |                    |                             |                    |                    |                    |                    |                    |                    |                    |                    |                   |                   |                 |                     |                                         |                       |           |
| 1919-1920                                                                                | Division 1         | 16e                | 38                          | 42                 | 12                 | 14                 | 16                 | 69                 | 68                 | +1                 | Premier tour       | —                 | —                 | —               | —                   | Billy Kirsopp                           | 14                    | 28 238    |
| 1920-1921                                                                                | Division 1         | 7e                 | 47                          | 42                 | 17                 | 13                 | 12                 | 66                 | 55                 | +11                | Quarts de finale   | —                 | —                 | —               | —                   | Charlie Crossley                        | 18                    | 37 189    |
| 1921-1922                                                                                | Division 1         | 20e                | 36                          | 42                 | 12                 | 12                 | 18                 | 57                 | 55                 | +2                 | Premier tour       | —                 | —                 | —               | —                   | Steven Fazackerley                      | 12                    | 31 700    |
| 1922-1923                                                                                | Division 1         | 5e                 | 47                          | 42                 | 20                 | 7                  | 15                 | 63                 | 59                 | +4                 | Premier tour       | —                 | —                 | —               | —                   | Wilf Chadwick William Williams          | 13                    | 30 476    |
| 1923-1924                                                                                | Division 1         | 7e                 | 49                          | 42                 | 18                 | 13                 | 11                 | 62                 | 53                 | +9                 | Deuxième tour      | —                 | —                 | —               | —                   | Wilf Chadwick                           | 30                    | 28 319    |
| 1924-1925                                                                                | Division 1         | 17e                | 35                          | 42                 | 12                 | 11                 | 19                 | 40                 | 60                 | -20                | Troisième tour     | —                 | —                 | —               | —                   | Wilf Chadwick                           | 9                     | 25 310    |
| 1925-1926                                                                                | Division 1         | 11e                | 42                          | 42                 | 12                 | 18                 | 12                 | 72                 | 70                 | +2                 | Quatrième tour     | —                 | —                 | —               | —                   | Dixie Dean                              | 33                    | 26 876    |
| 1926-1927                                                                                | Division 1         | 20e                | 34                          | 42                 | 12                 | 10                 | 20                 | 64                 | 90                 | -26                | Quatrième tour     | —                 | —                 | —               | —                   | Dixie Dean                              | 24                    | 31 403    |
| 1927-1928                                                                                | Division 1         | 1er                | 53                          | 42                 | 20                 | 13                 | 9                  | 102                | 66                 | +36                | Quatrième tour     | —                 | —                 | —               | —                   | Dixie Dean                              | 63                    | 37 440    |
| 1928-1929                                                                                | Division 1         | 18e                | 38                          | 42                 | 17                 | 4                  | 21                 | 63                 | 75                 | -12                | Troisième tour     | —                 | Vainqueur         | —               | —                   | Dixie Dean                              | 28                    | 29 512    |
| 1929-1930                                                                                | Division 1         | 22e                | 35                          | 42                 | 12                 | 11                 | 19                 | 80                 | 92                 | -12                | Quatrième tour     | —                 | —                 | —               | —                   | Dixie Dean                              | 25                    | 32 989    |
| 1930-1931                                                                                | Division 2         | 1er                | 61                          | 42                 | 28                 | 5                  | 9                  | 121                | 66                 | +55                | Demi-finales       | —                 | —                 | —               | —                   | Dixie Dean                              | 48                    | 26 039    |
| 1931-1932                                                                                | Division 1         | 1er                | 56                          | 42                 | 26                 | 4                  | 12                 | 116                | 64                 | +52                | Troisième tour     | —                 | —                 | —               | —                   | Dixie Dean                              | 46                    | 35 454    |
| 1932-1933                                                                                | Division 1         | 11e                | 41                          | 42                 | 16                 | 9                  | 17                 | 81                 | 74                 | +7                 | Vainqueur          | —                 | Vainqueur         | —               | —                   | Dixie Dean                              | 33                    | 26 414    |
| 1933-1934                                                                                | Division 1         | 14e                | 40                          | 42                 | 14                 | 12                 | 16                 | 62                 | 63                 | -1                 | Troisième tour     | —                 | Finale            | —               | —                   | Tommy White                             | 27                    | 27 160    |
| 1934-1935                                                                                | Division 1         | 8e                 | 44                          | 42                 | 16                 | 12                 | 14                 | 89                 | 88                 | +1                 | Quarts de finale   | —                 | —                 | —               | —                   | Dixie Dean                              | 27                    | 26 232    |
| 1935-1936                                                                                | Division 1         | 16e                | 39                          | 42                 | 13                 | 13                 | 16                 | 89                 | 89                 | 0                  | Troisième tour     | —                 | —                 | —               | —                   | Jimmy Cunliffe                          | 23                    | 29 118    |
| 1936-1937                                                                                | Division 1         | 17e                | 37                          | 42                 | 14                 | 9                  | 19                 | 81                 | 78                 | +3                 | Cinquième tour     | —                 | —                 | —               | —                   | Dixie Dean                              | 27                    | 30 292    |
| 1937-1938                                                                                | Division 1         | 14e                | 39                          | 42                 | 16                 | 7                  | 19                 | 79                 | 75                 | +4                 | Quatrième tour     | —                 | —                 | —               | —                   | Tommy Lawton                            | 30                    | 35 040    |
| 1938-1939                                                                                | Division 1         | 1er                | 59                          | 42                 | 27                 | 5                  | 10                 | 88                 | 52                 | +36                | Quarts de finale   | —                 | —                 | —               | —                   | Tommy Lawton                            | 38                    | 35 040    |
| 1939-1940                                                                                | Division 1         | 5e                 | 4                           | 3                  | 1                  | 2                  | 0                  | 5                  | 4                  | +1                 | —                  | —                 | —                 | —               | —                   | —                                       | —                     | —         |
| Aucune compétition disputée entre 1940 et 1945 en raison de la Seconde Guerre mondiale.  |                    |                    |                             |                    |                    |                    |                    |                    |                    |                    |                    |                   |                   |                 |                     |                                         |                       |           |
| 1945-1946                                                                                | —                  | —                  | —                           | —                  | —                  | —                  | —                  | —                  | —                  | —                  | Troisième tour     | —                 | —                 | —               | —                   | —                                       | —                     | —         |
| 1946-1947                                                                                | Division 1         | 10e                | 43                          | 42                 | 17                 | 9                  | 16                 | 62                 | 67                 | -5                 | Quatrième tour     | —                 | —                 | —               | —                   | Jock Dodds                              | 17                    | 40 855    |
| 1947-1948                                                                                | Division 1         | 14e                | 40                          | 42                 | 17                 | 6                  | 19                 | 52                 | 66                 | -14                | Cinquième tour     | —                 | —                 | —               | —                   | Jock Dodds                              | 14                    | 44 205    |
| 1948-1949                                                                                | Division 1         | 18e                | 37                          | 42                 | 13                 | 11                 | 18                 | 41                 | 63                 | -22                | Quatrième tour     | —                 | —                 | —               | —                   | Eddie Wainwright                        | 10                    | 45 138    |
| 1949-1950                                                                                | Division 1         | 18e                | 34                          | 42                 | 10                 | 14                 | 18                 | 42                 | 66                 | -24                | Demi-finales       | —                 | —                 | —               | —                   | Eddie Wainwright                        | 10                    | 43 936    |
| 1950-1951                                                                                | Division 1         | 22e                | 32                          | 42                 | 12                 | 8                  | 22                 | 48                 | 86                 | -38                | Troisième tour     | —                 | —                 | —               | —                   | Jimmy McIntosh                          | 10                    | 42 924    |
| 1951-1952                                                                                | Division 2         | 7e                 | 44                          | 42                 | 17                 | 10                 | 15                 | 64                 | 58                 | +6                 | Troisième tour     | —                 | —                 | —               | —                   | John Willie Parker                      | 16                    | 37 391    |
| 1952-1953                                                                                | Division 2         | 16e                | 38                          | 42                 | 12                 | 14                 | 16                 | 71                 | 75                 | -4                 | Demi-finales       | —                 | —                 | —               | —                   | John Willie Parker                      | 17                    | 32 629    |
| 1953-1954                                                                                | Division 2         | 2e                 | 56                          | 42                 | 20                 | 16                 | 6                  | 92                 | 58                 | +34                | Cinquième tour     | —                 | —                 | —               | —                   | John Willie Parker                      | 33                    | 44 493    |
| 1954-1955                                                                                | Division 1         | 11e                | 42                          | 42                 | 16                 | 10                 | 16                 | 62                 | 68                 | -6                 | Quatrième tour     | —                 | —                 | —               | —                   | John Willie Parker                      | 19                    | 46 394    |
| 1955-1956                                                                                | Division 1         | 15e                | 40                          | 42                 | 15                 | 10                 | 17                 | 55                 | 69                 | -14                | Quarts de finale   | —                 | —                 | —               | —                   | Jimmy Harris                            | 21                    | 42 768    |
| 1956-1957                                                                                | Division 1         | 15e                | 38                          | 42                 | 14                 | 10                 | 18                 | 61                 | 79                 | -18                | Cinquième tour     | —                 | —                 | —               | —                   | Tony McNamara                           | 10                    | 35 069    |
| 1957-1958                                                                                | Division 1         | 16e                | 37                          | 42                 | 13                 | 11                 | 18                 | 65                 | 75                 | -10                | Quatrième tour     | —                 | —                 | —               | —                   | Jimmy Harris Eddie Thomas               | 15                    | 39 157    |
| 1958-1959                                                                                | Division 1         | 16e                | 38                          | 42                 | 17                 | 4                  | 21                 | 71                 | 87                 | -16                | Cinquième tour     | —                 | —                 | —               | —                   | Dave Hickson                            | 22                    | 38 154    |
| 1959-1960                                                                                | Division 1         | 15e                | 37                          | 42                 | 13                 | 11                 | 18                 | 73                 | 78                 | -5                 | Troisième tour     | —                 | —                 | —               | —                   | Bobby Collins                           | 14                    | 40 788    |
| 1960-1961                                                                                | Division 1         | 5e                 | 50                          | 42                 | 22                 | 6                  | 14                 | 87                 | 69                 | +18                | Troisième tour     | Quarts de finale  | —                 | —               | —                   | Roy Vernon                              | 22                    | 43 448    |
| 1961-1962                                                                                | Division 1         | 4e                 | 51                          | 42                 | 20                 | 11                 | 11                 | 88                 | 54                 | +34                | Cinquième tour     | —                 | —                 | —               | —                   | Roy Vernon                              | 28                    | 41 432    |
| 1962-1963                                                                                | Division 1         | 1er                | 61                          | 42                 | 25                 | 11                 | 6                  | 84                 | 42                 | +42                | Cinquième tour     | —                 | —                 | C3              | Premier tour        | Roy Vernon                              | 27                    | 51 460    |
| 1963-1964                                                                                | Division 1         | 3e                 | 52                          | 42                 | 21                 | 10                 | 11                 | 84                 | 64                 | +20                | Cinquième tour     | —                 | Vainqueur         | C1              | Tour préliminaire   | Roy Vernon                              | 21                    | 49 401    |
| 1964-1965                                                                                | Division 1         | 4e                 | 49                          | 42                 | 17                 | 15                 | 10                 | 69                 | 60                 | +9                 | Quatrième tour     | —                 | —                 | C3              | Troisième tour      | Fred Pickering                          | 37                    | 42 062    |
| 1965-1966                                                                                | Division 1         | 11e                | 41                          | 42                 | 15                 | 11                 | 16                 | 56                 | 62                 | -6                 | Vainqueur          | —                 | —                 | C3              | Deuxième tour       | Fred Pickering                          | 22                    | 38 498    |
| 1966-1967                                                                                | Division 1         | 6e                 | 48                          | 42                 | 19                 | 10                 | 13                 | 65                 | 46                 | +19                | Quarts de finale   | —                 | Finale            | C2              | Deuxième tour       | Alan Ball                               | 18                    | 42 606    |
| 1967-1968                                                                                | Division 1         | 5e                 | 52                          | 42                 | 23                 | 6                  | 13                 | 67                 | 40                 | +27                | Finale             | Troisième tour    | —                 | —               | —                   | Alan Ball Joe Royle                     | 20                    | 46 983    |
| 1968-1969                                                                                | Division 1         | 3e                 | 57                          | 42                 | 21                 | 15                 | 6                  | 77                 | 36                 | +41                | Demi-finales       | Quatrième tour    | —                 | —               | —                   | Joe Royle                               | 29                    | 45 958    |
| 1969-1970                                                                                | Division 1         | 1er                | 66                          | 42                 | 29                 | 8                  | 5                  | 72                 | 34                 | +38                | Troisième tour     | Quatrième tour    | —                 | —               | —                   | Joe Royle                               | 23                    | 49 531    |
| 1970-1971                                                                                | Division 1         | 14e                | 37                          | 42                 | 12                 | 13                 | 17                 | 54                 | 60                 | -6                 | Demi-finales       | —                 | Vainqueur         | C3              | Quarts de finale    | Joe Royle                               | 23                    | 41 090    |
| 1971-1972                                                                                | Division 1         | 15e                | 36                          | 42                 | 9                  | 18                 | 15                 | 37                 | 48                 | -11                | Cinquième tour     | Deuxième tour     | —                 | —               | —                   | David Johnson                           | 11                    | 37 242    |
| 1972-1973                                                                                | Division 1         | 17e                | 37                          | 42                 | 13                 | 11                 | 18                 | 41                 | 49                 | -8                 | Quatrième tour     | Deuxième tour     | —                 | —               | —                   | Joe Harper                              | 8                     | 34 471    |
| 1973-1974                                                                                | Division 1         | 7e                 | 44                          | 42                 | 16                 | 12                 | 14                 | 52                 | 48                 | +4                 | Quatrième tour     | Deuxième tour     | —                 | —               | —                   | Mick Lyons                              | 9                     | 35 351    |
| 1974-1975                                                                                | Division 1         | 4e                 | 50                          | 42                 | 16                 | 18                 | 8                  | 56                 | 42                 | +14                | Quatrième tour     | Troisième tour    | —                 | —               | —                   | Bob Latchford                           | 19                    | 40 021    |
| 1975-1976                                                                                | Division 1         | 11e                | 42                          | 42                 | 15                 | 12                 | 15                 | 60                 | 66                 | -6                 | Troisième tour     | Quatrième tour    | —                 | C3              | Premier tour        | Bob Latchford                           | 13                    | 27 115    |
| 1976-1977                                                                                | Division 1         | 9e                 | 42                          | 42                 | 14                 | 14                 | 14                 | 50                 | 57                 | -7                 | Demi-finales       | Finale            | —                 | —               | —                   | Bob Latchford                           | 25                    | 30 046    |
| 1977-1978                                                                                | Division 1         | 3e                 | 55                          | 42                 | 22                 | 11                 | 9                  | 76                 | 45                 | +31                | Quatrième tour     | Quarts de finale  | —                 | —               | —                   | Bob Latchford                           | 32                    | 39 513    |
| 1978-1979                                                                                | Division 1         | 4e                 | 51                          | 42                 | 17                 | 17                 | 8                  | 52                 | 40                 | +12                | Troisième tour     | Quatrième tour    | —                 | C3              | Deuxième tour       | Bob Latchford                           | 20                    | 35 456    |
| 1979-1980                                                                                | Division 1         | 19e                | 35                          | 42                 | 9                  | 17                 | 16                 | 43                 | 51                 | -8                 | Demi-finales       | Quatrième tour    | —                 | C3              | Premier tour        | Brian Kidd                              | 18                    | 28 711    |
| 1980-1981                                                                                | Division 1         | 15e                | 36                          | 42                 | 13                 | 10                 | 19                 | 55                 | 58                 | -3                 | Quarts de finale   | Troisième tour    | —                 | —               | —                   | Peter Eastoe                            | 19                    | 26 112    |
| 1981-1982                                                                                | Division 1         | 8e                 | 64                          | 42                 | 17                 | 13                 | 12                 | 56                 | 50                 | +6                 | Troisième tour     | Quatrième tour    | —                 | —               | —                   | Graeme Sharp                            | 15                    | 24 672    |
| 1982-1983                                                                                | Division 1         | 7e                 | 64                          | 42                 | 18                 | 10                 | 14                 | 66                 | 48                 | +18                | Quarts de finale   | Troisième tour    | —                 | —               | —                   | Graeme Sharp                            | 17                    | 20 310    |
| 1983-1984                                                                                | Division 1         | 7e                 | 62                          | 42                 | 16                 | 14                 | 12                 | 44                 | 42                 | +2                 | Vainqueur          | Finale            | —                 | —               | —                   | Adrian Heath                            | 18                    | 19 288    |
| 1984-1985                                                                                | Division 1         | 1er                | 90                          | 42                 | 28                 | 6                  | 8                  | 88                 | 43                 | +45                | Finale             | Quatrième tour    | Vainqueur         | C2              | Vainqueur           | Graeme Sharp                            | 27                    | 32 131    |
| 1985-1986                                                                                | Division 1         | 2e                 | 86                          | 42                 | 26                 | 8                  | 8                  | 87                 | 41                 | +46                | Finale             | Quatrième tour    | Vainqueur         | —               | —                   | Gary Lineker                            | 40                    | 32 388    |
| 1986-1987                                                                                | Division 1         | 1er                | 86                          | 42                 | 26                 | 8                  | 8                  | 76                 | 31                 | +45                | Cinquième tour     | Quarts de finale  | Vainqueur         | —               | —                   | Adrian Heath Kevin Sheedy Trevor Steven | 16                    | 32 977    |
| 1987-1988                                                                                | Division 1         | 4e                 | 70                          | 40                 | 19                 | 13                 | 8                  | 53                 | 27                 | +26                | Cinquième tour     | Demi-finales      | Vainqueur         | —               | —                   | Graeme Sharp                            | 22                    | 32 131    |
| 1988-1989                                                                                | Division 1         | 8e                 | 54                          | 38                 | 14                 | 12                 | 12                 | 50                 | 45                 | +5                 | Finale             | Quatrième tour    | —                 | —               | —                   | Tony Cottee                             | 18                    | 27 787    |
| 1989-1990                                                                                | Division 1         | 6e                 | 59                          | 38                 | 17                 | 8                  | 13                 | 57                 | 46                 | +11                | Cinquième tour     | Quatrième tour    | —                 | —               | —                   | Tony Cottee                             | 15                    | 26 353    |
| 1990-1991                                                                                | Division 1         | 9e                 | 51                          | 38                 | 13                 | 12                 | 13                 | 50                 | 46                 | +4                 | Quarts de finale   | Troisième tour    | —                 | —               | —                   | Tony Cottee                             | 24                    | 25 127    |
| 1991-1992                                                                                | Division 1         | 12e                | 53                          | 42                 | 13                 | 14                 | 15                 | 52                 | 51                 | +1                 | Quatrième tour     | Quatrième tour    | —                 | —               | —                   | Peter Beardsley                         | 20                    | 23 140    |
| 1992-1993                                                                                | Premier League     | 13e                | 53                          | 42                 | 15                 | 8                  | 19                 | 53                 | 55                 | -5                 | Troisième tour     | Quatrième tour    | —                 | —               | —                   | Tony Cottee                             | 13                    | 20 457    |
| 1993-1994                                                                                | Premier League     | 17e                | 44                          | 42                 | 12                 | 8                  | 22                 | 42                 | 63                 | -21                | Troisième tour     | Quatrième tour    | —                 | —               | —                   | Tony Cottee                             | 19                    | 22 901    |
| 1994-1995                                                                                | Premier League     | 15e                | 50                          | 42                 | 11                 | 17                 | 14                 | 44                 | 51                 | -7                 | Vainqueur          | Deuxième tour     | —                 | —               | —                   | Paul Rideout                            | 16                    | 31 368    |
| 1995-1996                                                                                | Premier League     | 6e                 | 61                          | 38                 | 17                 | 10                 | 11                 | 64                 | 44                 | +20                | Quatrième tour     | Deuxième tour     | Vainqueur         | C2              | Deuxième tour       | Andrei Kanchelskis                      | 16                    | 35 439    |
| 1996-1997                                                                                | Premier League     | 15e                | 42                          | 38                 | 10                 | 12                 | 16                 | 44                 | 57                 | -13                | Quatrième tour     | Deuxième tour     | —                 | —               | —                   | Duncan Ferguson Gary Speed              | 11                    | 36 188    |
| 1997-1998                                                                                | Premier League     | 17e                | 40                          | 38                 | 9                  | 13                 | 16                 | 41                 | 56                 | -15                | Troisième tour     | Troisième tour    | —                 | —               | —                   | Duncan Ferguson                         | 11                    | 35 355    |
| 1998-1999                                                                                | Premier League     | 14e                | 43                          | 38                 | 11                 | 10                 | 17                 | 42                 | 47                 | -5                 | Quarts de finale   | Quatrième tour    | —                 | —               | —                   | Kevin Campbell                          | 9                     | 34 866    |
| 1999-2000                                                                                | Premier League     | 13e                | 50                          | 38                 | 12                 | 14                 | 12                 | 59                 | 49                 | +10                | Quarts de finale   | Deuxième tour     | —                 | —               | —                   | Kevin Campbell                          | 12                    | 34 866    |
| 2000-2001                                                                                | Premier League     | 16e                | 42                          | 38                 | 11                 | 9                  | 18                 | 45                 | 59                 | -14                | Quatrième tour     | Deuxième tour     | —                 | —               | —                   | Kevin Campbell                          | 12                    | 34 131    |
| 2001-2002                                                                                | Premier League     | 15e                | 43                          | 38                 | 11                 | 10                 | 17                 | 45                 | 57                 | -12                | Quarts de finale   | Deuxième tour     | —                 | —               | —                   | Duncan Ferguson                         | 8                     | 34 004    |
| 2002-2003                                                                                | Premier League     | 7e                 | 59                          | 38                 | 17                 | 8                  | 13                 | 48                 | 49                 | -1                 | Troisième tour     | Quatrième tour    | —                 | —               | —                   | Kevin Campbell                          | 12                    | 38 481    |
| 2003-2004                                                                                | Premier League     | 17e                | 39                          | 38                 | 9                  | 12                 | 17                 | 45                 | 57                 | -12                | Quatrième tour     | Quatrième tour    | —                 | —               | —                   | Duncan Ferguson Wayne Rooney            | 9                     | 38 837    |
| 2004-2005                                                                                | Premier League     | 4e                 | 61                          | 38                 | 18                 | 7                  | 13                 | 45                 | 46                 | -1                 | Cinquième tour     | Quatrième tour    | —                 | —               | —                   | Tim Cahill                              | 12                    | 36 834    |
| 2005-2006                                                                                | Premier League     | 11e                | 50                          | 38                 | 14                 | 8                  | 16                 | 34                 | 49                 | -15                | Quatrième tour     | Troisième tour    | —                 | C1/C3           | Premier tour        | James Beattie                           | 11                    | 36 827    |
| 2006-2007                                                                                | Premier League     | 6e                 | 58                          | 38                 | 15                 | 13                 | 10                 | 52                 | 36                 | +16                | Troisième tour     | Quatrième tour    | —                 | —               | —                   | Andy Johnson                            | 12                    | 36 739    |
| 2007-2008                                                                                | Premier League     | 5e                 | 65                          | 38                 | 19                 | 8                  | 11                 | 55                 | 33                 | +22                | Troisième tour     | Demi-finales      | —                 | C3              | Huitièmes de finale | Yakubu Aiyegbeni                        | 21                    | 36 955    |
| 2008-2009                                                                                | Premier League     | 5e                 | 63                          | 38                 | 17                 | 12                 | 9                  | 55                 | 38                 | +17                | Finale             | Troisième tour    | —                 | C3              | Premier tour        | Tim Cahill Marouane Fellaini            | 9                     | 35 667    |
| 2009-2010                                                                                | Premier League     | 8e                 | 61                          | 38                 | 16                 | 13                 | 9                  | 60                 | 49                 | +11                | Quatrième tour     | Quatrième tour    | —                 | C3              | Seizièmes de finale | Louis Saha                              | 15                    | 36 725    |
| 2010-2011                                                                                | Premier League     | 7e                 | 54                          | 38                 | 13                 | 15                 | 10                 | 51                 | 45                 | +6                 | Cinquième tour     | Troisième tour    | —                 | —               | —                   | Jermaine Beckford Louis Saha            | 10                    | 36 039    |
| 2011-2012                                                                                | Premier League     | 7e                 | 56                          | 38                 | 15                 | 11                 | 12                 | 50                 | 40                 | +10                | Demi-finales       | Quatrième tour    | —                 | —               | —                   | Nikica Jelavić                          | 11                    | 33 228    |
| 2012-2013                                                                                | Premier League     | 6e                 | 63                          | 38                 | 16                 | 15                 | 7                  | 55                 | 40                 | +15                | Quarts de finale   | Troisième tour    | —                 | —               | —                   | Marouane Fellaini                       | 12                    | 36 356    |
| 2013-2014                                                                                | Premier League     | 5e                 | 72                          | 38                 | 21                 | 9                  | 7                  | 61                 | 39                 | +22                | Quarts de finale   | Troisième tour    | —                 | —               | —                   | Romelu Lukaku                           | 16                    | 37 732    |
| 2014-2015                                                                                | Premier League     | 11e                | 47                          | 38                 | 12                 | 11                 | 15                 | 48                 | 50                 | -2                 | Troisième tour     | Troisième tour    | —                 | C3              | Huitièmes de finale | Romelu Lukaku                           | 20                    | 38 406    |
| 2015-2016                                                                                | Premier League     | 11e                | 47                          | 38                 | 11                 | 14                 | 13                 | 59                 | 55                 | +4                 | Demi-finales       | Demi-finales      | —                 | —               | —                   | Romelu Lukaku                           | 25                    | 38 228    |
| 2016-2017                                                                                | Premier League     | 7e                 | 61                          | 38                 | 17                 | 10                 | 11                 | 62                 | 44                 | +18                | Troisième tour     | Troisième tour    | —                 | —               | —                   | Romelu Lukaku                           | 26                    | 39 494    |
| 2017-2018                                                                                | Premier League     | 8e                 | 49                          | 38                 | 13                 | 10                 | 15                 | 44                 | 58                 | -14                | Troisième tour     | Quatrième tour    | —                 | C3              | Phase de groupes    | Wayne Rooney                            | 11                    | 38 773    |
| 2018-2019                                                                                | Premier League     | 8e                 | 54                          | 38                 | 15                 | 9                  | 14                 | 54                 | 46                 | +8                 | Quatrième tour     | Troisième tour    | —                 | —               | —                   | Gylfi Sigurdsson Richarlison            | 14                    | 39 043    |
| 2019-2020                                                                                | Premier League     | 12e                | 49                          | 38                 | 13                 | 10                 | 15                 | 44                 | 56                 | -12                | Troisième tour     | Quarts de finale  | —                 | —               | —                   | Dominic Calvert-Lewin Richarlison       | 15                    | 39 256    |
| 2020-2021                                                                                | Premier League     | 10e                | 59                          | 38                 | 17                 | 8                  | 13                 | 47                 | 48                 | -1                 | Quarts de finale   | Quarts de finale  | —                 | —               | —                   | Dominic Calvert-Lewin                   | 21                    | —         |
| 2021-2022                                                                                | Premier League     | 16e                | 39                          | 38                 | 11                 | 6                  | 21                 | 43                 | 66                 | -23                | Quarts de finale   | Troisième tour    | —                 | —               | —                   | Richarlison                             | 11                    | 38 441    |
| 2022-2023                                                                                | Premier League     | 17e                | 36                          | 38                 | 8                  | 12                 | 18                 | 34                 | 57                 | -23                | Troisième tour     | Troisième tour    | —                 | —               | —                   | Dwight McNeil                           | 7                     | 39 222    |
| 2023-2024                                                                                | Premier League     | 15e                | 40 (48 - 8 pts de pénalité) | 38                 | 13                 | 9                  | 16                 | 40                 | 51                 | -11                | Quatrième tour     | Quart de finale   | —                 | —               | —                   | Dominic Calvert-Lewin                   | 8                     | 39 042    |
| 2024-2025                                                                                | Premier League     | 13e                | 48                          | 38                 | 11                 | 15                 | 12                 | 42                 | 44                 | -2                 | Quatrième tour     | Troisième tour    | —                 | —               | —                   |                                         |                       |           |